# Козари (Ивано-Франковская область)
Козари́ (укр. Козарі) — село в Букачёвской поселковой общине Ивано-Франковского района Ивано-Франковской области Украины. Расположено на левом берегу Днестра.
Население по переписи 2001 года составляло 986 человек. Занимает площадь 25,88 км². Почтовый индекс — 77064. Телефонный код — 03435.